# Apostel der unendlichen Liebe
Die Apostel der unendlichen Liebe vom Orden des Magnifikat der Mutter Gottes (französisch: Les Apôtres de l’Amour Infini de l’Ordre du Magnificat de la Mère de Dieu) sind eine sektenartige Gruppierung im Umfeld der römisch-katholischen Kirche. Ihr Gründer war Jean Gaston Tremblay, der sich selbst zum Papst erwählt fühlte und unter dem Papstnamen Gregor XVII. auch als solcher auftrat. (Trembley ist nicht zu verwechseln mit dem Gründer der Palmarianisch-Katholischen Kirche, Clemente Domínguez y Gómez, der sich ebenfalls Gregor XVII. nannte.)

## Geschichte
In der Nähe von Montreal siedelten sich um 1960 auf einem größeren Areal etwa 160 Mitglieder an. In den umliegenden Wäldern errichteten sie Gemeinschaftsunterkünfte, Gemeindehäuser und Kapellen. Den Mitgliedern war unter Androhung von Strafen der Kontakt mit der angrenzenden Bevölkerung untersagt, ebenso war den Bewohnern des Dorfs verboten, mit fremden Menschen über die „Gemeinde“ zu sprechen.
Im Jahre 1999 wurde diese Gemeinschaft auf Anordnung der Staatsanwaltschaft Québec durch Polizeikräfte ausgehoben. Es folgten Festnahmen, das Gemeinschaftseigentum wurde vorläufig beschlagnahmt und zwei Führer der Gemeinschaft wegen sexuellen Missbrauchs angeklagt. 2001 wurde das Verfahren gegen die Gemeinschaft und deren Mitglieder eingestellt, sie blieb jedoch unter strenger Beobachtung.

## Heutige Situation
Die jetzige Organisation führt die Bezeichnung „Die Apostel der unendlichen Liebe vom Orden des Magnifikat der Mutter Gottes“ (frz.: Les Apôtres de l’Amour Infini de l’Ordre du Magnificat de la Mère de Dieu, engl.: The Apostles of Infinite Love of the Order of the Magnificat of the Mother of God). Die Leitung der Gruppierung beruft sich auf die Gründung aus dem Jahre 1962, die wiederum auf die Marienerscheinung von La Salette-Fallavaux zurückgeführt wird.
Nach eigenen Angaben gehören der Hauptgemeinschaft Priester und Laien, sowie religiöse Brüder und Schwestern aus den unterschiedlichsten Ordensgemeinschaften an. Ihre allgemeinen Regeln richten sich nach den Grundlagen der Marienerscheinung aus dem Jahre 1846, die durch die Gottesmutter persönlich vorgegeben und durch Papst Leo XIII. anerkannt worden seien.
Der zweite Gemeindeteil setzt sich aus ledigen und verheirateten Mitgliedern zusammen, diese leben in religiösen Teilgemeinden und teilen sich die anstehenden Arbeiten untereinander auf.
In der dritten Gliederung, deren Mitglieder nach nicht so streng bindenden Regeln leben, haben sich Personen zusammengefunden, die tief im Glauben und dem Leben der Gemeinschaft verwurzelt sind.